# Giovanna Scoccimarro
Giovanna Scoccimarro, née le 10 novembre 1997 à Wolfsburg, est une judokate allemande. 
Elle a remporté la médaille de bronze de l'épreuve par équipes aux Jeux olympiques d'été de 2020 à Tokyo.

## Palmarès

### Compétitions internationales
| Année | Compétition           | Lieu     | Résultat | Catégorie      |
| ----- | --------------------- | -------- | -------- | -------------- |
| 2017  | Championnats d'Europe | Varsovie | 2e       | Moins de 70 kg |
| 2020  | Jeux olympiques       | Tokyo    | 3e       | Par équipes    |
| 2023  | Championnats du monde | Doha     | 2e       | Moins de 70 kg |

### Masters mondial, Tournois Grand Chelem et Grand Prix
| Année | Compétition     | Lieu       | Résultat | Catégorie      |
| ----- | --------------- | ---------- | -------- | -------------- |
| 2018  | Grand Chelem    | Abu Dhabi  | 3e       | Moins de 70 kg |
| 2018  | Grand Prix      | Tachkent   | 2e       | Moins de 70 kg |
| 2019  | Grand Prix      | Hohhot     | 3e       | Moins de 70 kg |
| 2019  | Grand Prix      | Montréal   | 1re      | Moins de 70 kg |
| 2019  | Grand Chelem    | Brasilia   | 2e       | Moins de 70 kg |
| 2019  | Grand Chelem    | Osaka      | 3e       | Moins de 70 kg |
| 2020  | Grand Chelem    | Düsseldorf | 3e       | Moins de 70 kg |
| 2021  | Masters mondial | Doha       | 3e       | Moins de 70 kg |
| 2021  | Grand Chelem    | Kazan      | 2e       | Moins de 70 kg |
| 2021  | Grand Chelem    | Abou Dabi  | 1re      | Moins de 70 kg |
| 2023  | Grand Chelem    | Tbilissi   | 3e       | Moins de 70 kg |